# Muricella sayad
Muricella sayad är en korallart som beskrevs av Manfred Grasshoff 2000. Muricella sayad ingår i släktet Muricella och familjen Acanthogorgiidae.
Artens utbredningsområde är Röda havet. Inga underarter finns listade i Catalogue of Life.